# Grotte de Misliya
«  Misliya » redirige ici. Ne pas confondre avec Misilyah.

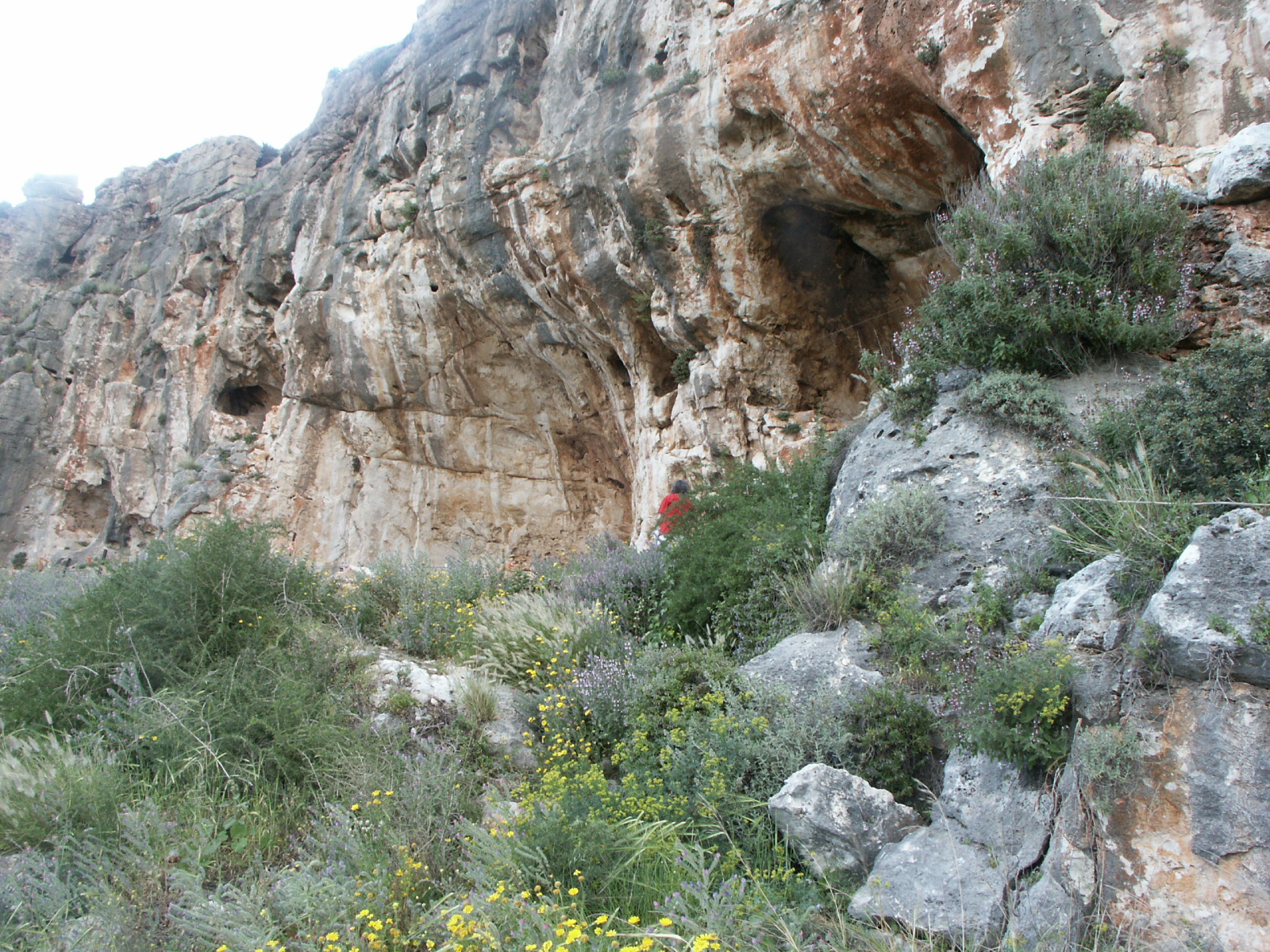
Vue du site de Misliya.

La grotte de Misliya est un site préhistorique situé sur le mont Carmel, près de Haïfa (Israël). Il possède la particularité d'avoir fourni les plus anciens restes (un maxillaire) connus hors d'Afrique attribués à Homo sapiens datant de 177 000 à 194 000 ans,.